# Абруцки Апенини
Абруцките Апенини (на италиански: Appennino Abruzzese, от латински abruptus – стръмен) са най-високата и широка част на Апенинските планини в Италия.
Простират се на територията на областите Абруцо и Лацио, в тях се издигат най-високите върхове на Апенините и имат най-пресечиния релеф в целите планини. Известни са в историята като територия на италианските народи, първи попаднали под владичеството на Рим. Състоят се от три паралелни вириги, съхранили се след алпийската орогенеза и се простират на протежение над 100 km от река Тронто на северозапад до река Сангро на югоизток, вливащи се в Адриатическо море. Крайбрежните хълмове на изток са разположени между градовете Сан Бенедето дел Тронто на север и Торино ди Сангро на юг. Изградени са предимно от мезозойски варовици. Склоновете им са стръмни, силно разчленени от дълбоки дефилета.
Източната верига се състои основно от масивите Монти Сибилини, Монти де ла Лага, Гран Сасо д'Италия и Миела. В тях са разположени националните паркове „Гран Сасо д'Италия“, „Монте де ла Лага“ и „Миела“. В масива Гран Сасо д'Италия се издига най-високият връх на Апенинските планини Корно Гранде 2912 m. Между западната и централната вериги са разположени равнината Риети, долината Салто и езерото Фучино, а между централната и източната вериги – долините Л’Акуила и Сулмона. Главните реки течащи на запад са Нера (с притоците си Велино и Салто) и Аниене, леви притоци на Тибър. На изток текат предимно къси (до 30 km) реки Тронто, Тордино, Вомано, Пескара (с Атерно и Гицио), Сангро и др., които се вливат в Адриатическо море.
Абруцките Апенини се пресичат от жп линията Рим – Пескара през градовете Авецано и Сулмона. Втора жп линия от Орта през Терни се изкачва на равнината Риети, след което пресича централната верига до Акуила, а по-нататък следва долината на река Атерно до Сулмона. В древността от Рим до Адриатическо море преминавали пътищата Виа Сесилия, Виа Валерия-Клаудия и т.н. Солен път. Вулканическите планини на запад се отделени от Апенините от долината на река Тибър, а Монти Лепини – от долините Сако и Лири.